# الشبلي - أم الغنم
قرية الشبلي، المعروفة أيضًا بـ”الشبلي أم الغنم”، تقع على سفوح جبل طابور في منطقة الجليل الأسفل شمال فلسطين، تحديدًا في مرج ابن عامر وبالقرب من شارع 65 شمال مدينة العفولة. تأسس المجلس المحلي للقرية عام 1984 بدمج قريتي عرب الشبلي وأم الغنم. يعود أصل سكان الشبلي إلى قبيلة الصبيح، التي كانت لها نفوذ واسع في المنطقة.
وفقًا لمعطيات دائرة الإحصاء المركزية لعام 2019، بلغ عدد سكان القرية 6,053 نسمة. في الانتخابات المحلية لعام 2018، تم انتخاب منير شبلي رئيسًا للمجلس المحلي. تُصنَّف القرية في المستوى 2 من 10 على السلم الاقتصادي الاجتماعي في فلسطين المحتلة.
تتميز الشبلي بموقعها الجغرافي الهام، حيث تشكل محور تقاطع يربط بين منطقة الأردن وغور الأردن شرقًا، ومدينة الناصرة والساحل الغربي لفلسطين غربًا، مما أكسبها أهمية اجتماعية وتجارية واستراتيجية عبر التاريخ.
يُعتبر جبل طابور، المطل على القرية، معلمًا طبيعيًا بارزًا في المنطقة، ويُعتقد أنه الموقع التقليدي لتجلي السيد المسيح، مما يجعله مقصدًا سياحيًا ودينيًا مهمًا.

## تاريخ المدينة
كشفت الحفريات الأثرية شرقي القرية عن صوان من الثقافة الموستيرية، تم ربط العديد منها بتقنية ليفالوا.
تم العثور هنالك على خزفيات من العصر البيزنطي.
العصر العثماني
في عام 1517، تم ضم القرية إلى الإمبراطورية العثمانية مع بقية فلسطين، وظهرت في سجلات الضرائب لعام 1596 باسم أم الغنم، كان عدد السكان 8 أسر، جميعهم مسلمون. لقد دفعوا معدل ضريبة ثابتًا قدره 25٪ على المنتجات الزراعية، بما في ذلك القمح والشعير والمحاصيل الصيفية، بالإضافة إلى الإيرادات العرضية والماعز وخلايا النحل.
في عام 1875، وجد فيكتور غيران هنا «العديد من الصهاريج القديمة، التي لم تنكسر، وكهوفًا قديمة محفورة في الصخور، والتي أصبحت الآن بمثابة ملجأ للرعاة.» 

## عصر الانتداب البريطاني
في تعداد عام 1922 لفلسطين الذي أجرته سلطات الانتداب البريطاني، كان عدد سكان أم الغنم 52 نسمة، جميعهم مسلمون. في تعداد عام 1931، تم إحصاء سكان أم الغنم مع سكان الرينه، وكان لديهم 1015 ساكنًا أي ما مجموعه 243 منزلًا.
في إحصائية عام 1945، تم إحصاء سكان أم الغنم مع سكان جبل طابور، وبلغ إجمالي مساحة أراضيهم 8409 دونمًا، وفقًا لمسح رسمي للأراضي والسكان. من هذا، تم تخصيص 232 دونمًا للمزارع والأراضي الصالحة للري، و6215 دونمًا للحبوب، بينما تم تصنيف ما مجموعه 1962 دونمًا كأراضي غير قابلة للزراعة.
تشكلت البلدة عام 1992 نتيجة الاندماج البلدي لقريتي شبلي وأم الغنم. يحضر ثانوية شبلي 270 طالبًا عربيًا، وقد عززت البرامج التعليمية الخاصة المقدمة في المدرسة من معدل النجاح في شهادة الثانوية العامة ونسبة الخريجين الملتحقين بالجامعة.